# Rosenthal am Rennsteig
Pour les articles homonymes, voir Rosenthal.
Rosenthal am Rennsteig est une commune allemande de Thuringe dans l'arrondissement de Saale-Orla, créée le 1er janvier 2019.

## Géographie

### Structure de la commune
La commune se compose des quartiers: Arlas, Birkenhügel, Blankenberg, Blankenstein, Harra, Hornsgrün, Kießling, Lemnitzhammer, Neundorf, Pottiga et Schlegel.

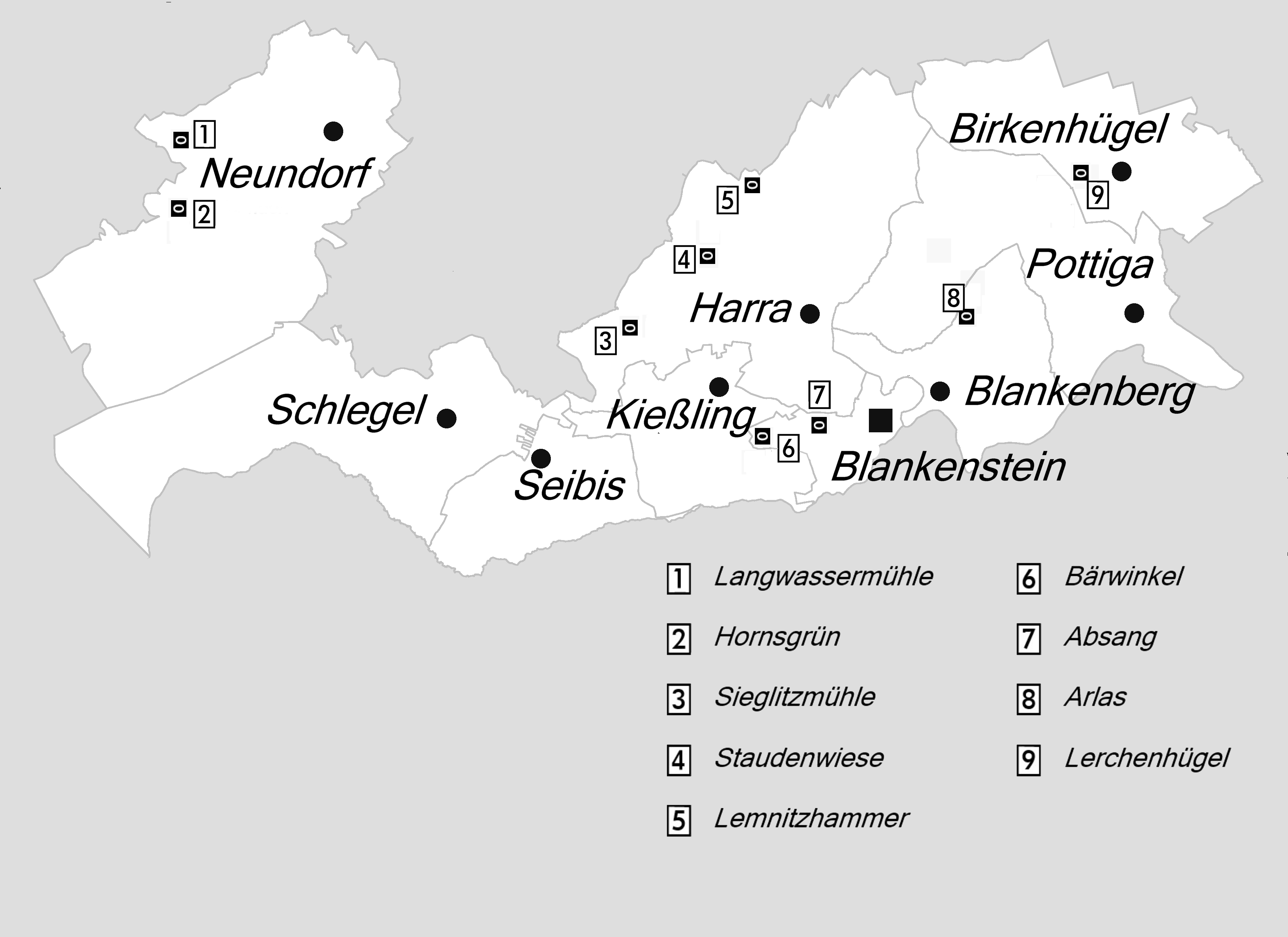
Organisation communale

### Communes voisines
Les communes voisines sont, en partant de l'ouest dans le sens des aiguilles d'une montre: Wurzbach, Bad Lobenstein, Gefell et Hirschberg dans l'arrondissement de Saale-Orla et Berg, Issigau, Lichtenberg et Bad Steben dans l'arrondissement de Hof dans le district de Haute-Franconie.
Le centre régional le plus proche est Hof-sur-Saale.

## Histoire
Dans le cadre des fusions volontaires des réformes régionales en 2018 et 2019, les sept communes membres de la communauté administrative de Saale-Rennsteig conviennent d'une fusion pour le 1er janvier 2019. La fusion a lieu le 13 décembre 2018 décidé par le Landtag de Thuringe et prend effet le 1er janvier 2019. L'usine de pâte et papier de Rosenthal et l'extrémité est du Rennsteig sont situées dans la commune nouvellement nommée.

## Transports

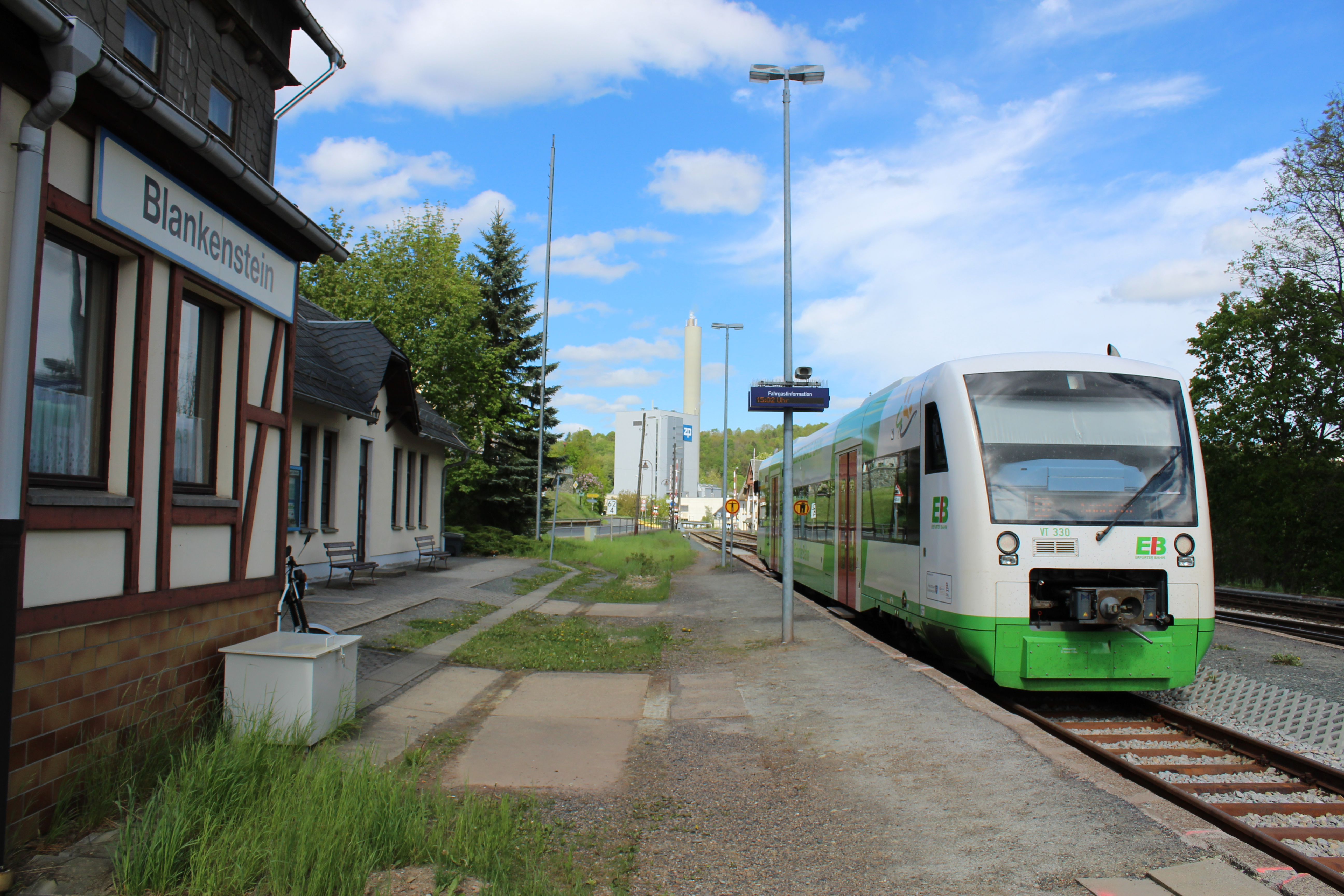
Gare dans le quartier de Blankenstein

L'autoroute fédérale 9 passe à l'est après Rosenthal am Rennsteig. La ligne de chemin de fer Unterlemnitz-Blankenstein (partie de la ligne de chemin de fer Triptis-Marxgrün ) avec les arrêts Harra et Harra Nord et la gare de Blankenstein traverse la commune. Pour le trafic de passagers, l'itinéraire est desservi toutes les deux heures (à partir de 2019) par les trains Erfurt Bahn de Saalfeld à Blankenstein.

## Personnalités liées à la ville
- Mathilde de Hesse (1473-1505), duchesse consort de Clèves née à Blankenstein.
- Richard Schöberlein (1883-1945), homme politique allemand (USPD) né à Arlas.